# Formiguères
Formiguères (catalano: Formiguera) è un comune francese di 449 abitanti situato nel dipartimento dei Pirenei Orientali nella regione dell'Occitania.
Esposto a un clima montano, è drenato dai fiumi Aude, Galba e Lladura e da numerosi altri piccoli corsi d'acqua. Parte del Parco Naturale Regionale dei Pirenei Catalani, il comune vanta un notevole patrimonio naturale: tre siti Natura 2000 (il "massiccio delle Madres-Coronat", il "massiccio delle Madres-Coronat" e "Capcir, Carlit e Campcardos") e dodici aree naturali di interesse ecologico, faunistico e floristico.
Formiguères è un comune rurale con una popolazione di 496 abitanti nel 2021, dopo un forte aumento della popolazione dal 1975. I suoi abitanti sono conosciuti come Formiguerois o Formigueroises.
Capitale storica del Capcir e residenza dei re di Maiorca, è un villaggio di montagna con una chiesa dell'XI secolo.

## Società

### Evoluzione demografica
Abitanti censiti